# Гросенвёрден
Гросенвёрден (нем. Großenwörden) — община в Германии, в земле Нижняя Саксония.
Входит в состав района Штаде. Подчиняется управлению Химмельпфортен. Население составляет 444 человека (на 31 декабря 2010 года). Занимает площадь 12,35 км².